# Fiat 500X
La Fiat 500X è un'automobile di tipo crossover SUV prodotta dalla casa automobilistica italiana FIAT dal 2014 al 2024. Si tratta del terzo modello della gamma 500, che include anche la 500L. I veicoli influenzati concettualmente dalla piccola superutilitaria sono commercializzati a livello globale (e non tramite la differenziazione per macro aree), per questo motivo il SUV torinese, prodotto a Melfi, in Basilicata, è stato definito tra i prodotti più strategici del gruppo Fiat Chrysler.

## Contesto

### Posizionamento nel mercato
La 500X è un crossover SUV di medie dimensioni: la sua lunghezza di quattro metri e venticinque centimetri lo posiziona, nel mercato NAFTA, a cavallo fra le mini SUV e le compact SUV, praticamente al ridosso di queste ultime. In Europa invece si posiziona al di sopra della media dei piccoli SUV (che orbitano attorno ai quattro metri) andando a raggiungere in lunghezza, abitabilità e dotazioni, alcune delle più diffuse berline medie di segmento C, posizionandosi quindi nel mercato con dimensioni leggermente inusuali per l'Europa. Questa strategia segue la stessa avvenuta con la Grande Punto che spostò il segmento delle utilitarie verso dimensioni maggiori rispetto alla concorrenza e alle generazioni precedenti. Per le sue dimensioni, dotazioni e filosofia, ma anche per il suo ingresso nell'attuale situazione della gamma Fiat, la 500X (seppur identificata come "erede" della Fiat Sedici) va a colmare lo spazio lasciato dalla Fiat Bravo del 2007, in un periodo in cui le berline medie di molte case automobilistiche, soffrono l'incapacità di affermarsi nel mercato, senza una propria "novità di immagine" che le distingua dalla concorrenza. Per tale motivo, già nel 2011, la Fiat aveva dichiarato di puntare su un crossover SUV per la propria futura berlina media, in modo analogo a quello fatto dalla Nissan col caso Almera/Qashqai.

### Progetti500XeRenegadee il rilancio dello stabilimento di Melfi

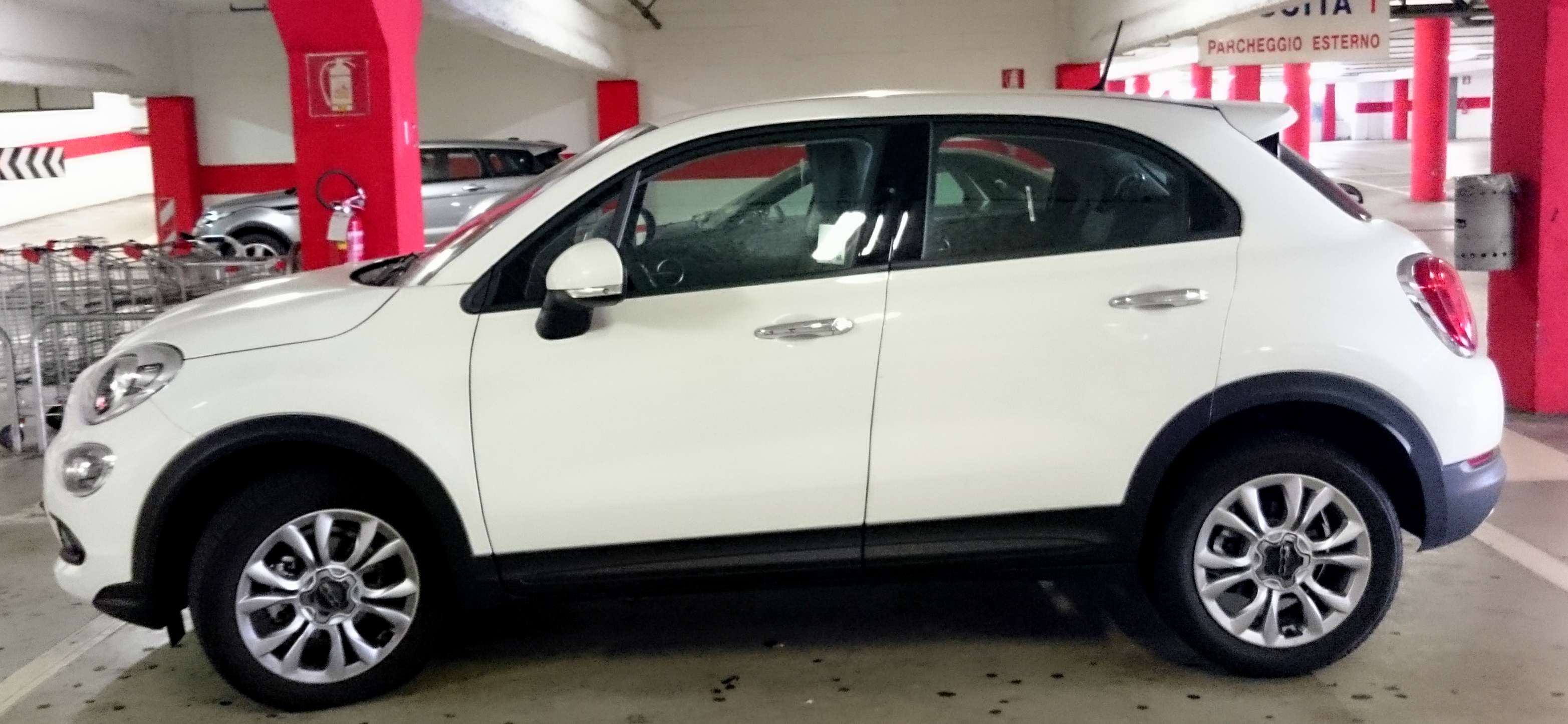
Vista laterale del corpo vettura di una 500X

La Fiat 500X nasce da un progetto congiunto che prevede due veicoli caratterizzati da una medesima base meccanica iniziale, ma sensibilmente differenti da un punto di vista stilistico e concettuale. Il primo modello, la Jeep Renegade porta con sé concetti di praticità, robustezza e versatilità, abbinati a dimensioni compatte e una predisposizione a un utilizzo non prettamente urbano, coerentemente col marchio statunitense. La seconda vettura, la 500X appunto, coniuga tutti i concetti della Fiat 500 del 2007 in un SUV cittadino che deve esprimere concetti di eleganza, di tendenza e modernità, in dimensioni più grandi per una questione di comfort e abitabilità. Questi due modelli erano inizialmente pensati per lo stabilimento FIAT di Mirafiori, che già si era visto soffiare in precedenza la commissione della 500L, poi per motivi strategici sono stati assegnati allo stabilimento lucano di Melfi, dove già veniva prodotta la Punto. Questa commissione si prefiggeva l'obiettivo di rilanciare integralmente l'attività dello stabilimento FIAT di Melfi, che da tempo soffriva di sottocapacità produttiva ma anche di assenteismo e scontri sindacali.

## Presentazione
La vettura viene svelata, dal vivo, in veste definitiva nell'ottobre 2014, anticipata da alcune anteprime multimediali che facevano intravedere alcuni particolari del corpo dell'automobile.

### Lo stand di Ron Arad

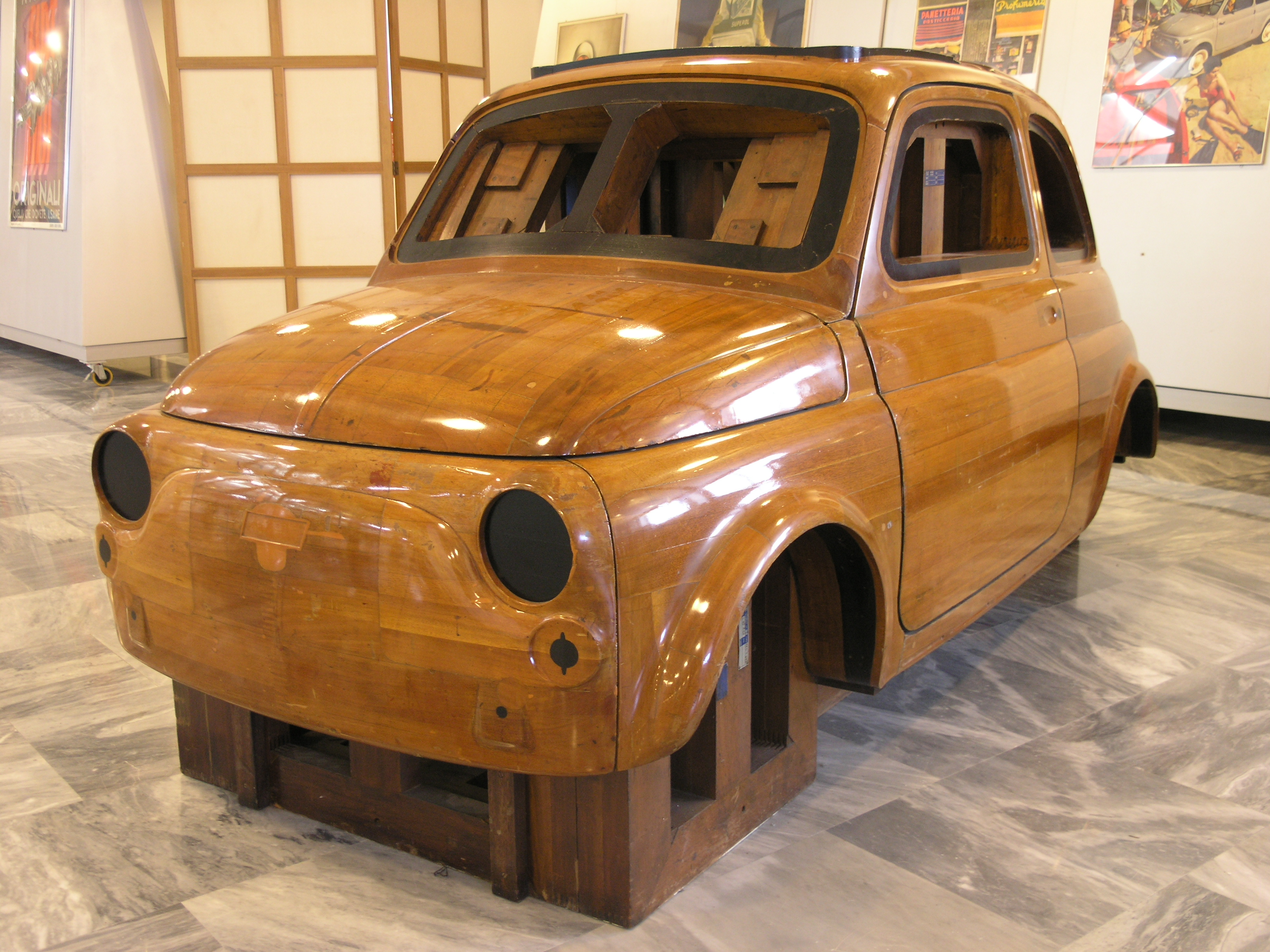
Lo stampo in legno per la carrozzeria della 500 del 1956, esposto alla presentazione della 500X, ha ispirato l'idea di Ron Arad.

La sua presentazione ufficiale ha visto la partecipazione di Ron Arad, designer israeliano molto famoso per le opere progettate per l'azienda italiana d'illuminazione e arredamento Kartell. Arad si è occupato quindi dello stand della 500X, dove ha realizzato un modello che, tramite una fresatrice a controllo numerico, riproduce fedelmente la fisionomia della 500X. Questo modello, in tinta neutra, è stato poi dipinto con linee orizzontali in contrasto e posto su una pedana girevole al fine di dare la sensazione di vedere/non vedere il veicolo e quindi non aver completamente idea di com'è realmente almeno fino a quando questo è in movimento. Durante la spiegazione dell'allestimento Arad ha affermato di essere sempre stato legato al modello storico della 500 e ai suoi modelli in legno utilizzati per la creazione della carrozzeria; sono stati proprio questi a ispirare l'idea dello stand per la 500X.

## Descrizione
La vettura, sin dal debutto, è realizzata in due varianti, che differiscono esteticamente per i paraurti: una più stradale a trazione anteriore chiamata "City" (poi “Urban look” col Model Year 2018) e una più per il fuori strada chiamata "Off-road" (“Cross” dal 2018) a trazione integrale, quest'ultima più alta e più lunga della prima con personalizzazioni estetiche dedicate e rinforzi protettivi per la carrozzeria.

### Estetica

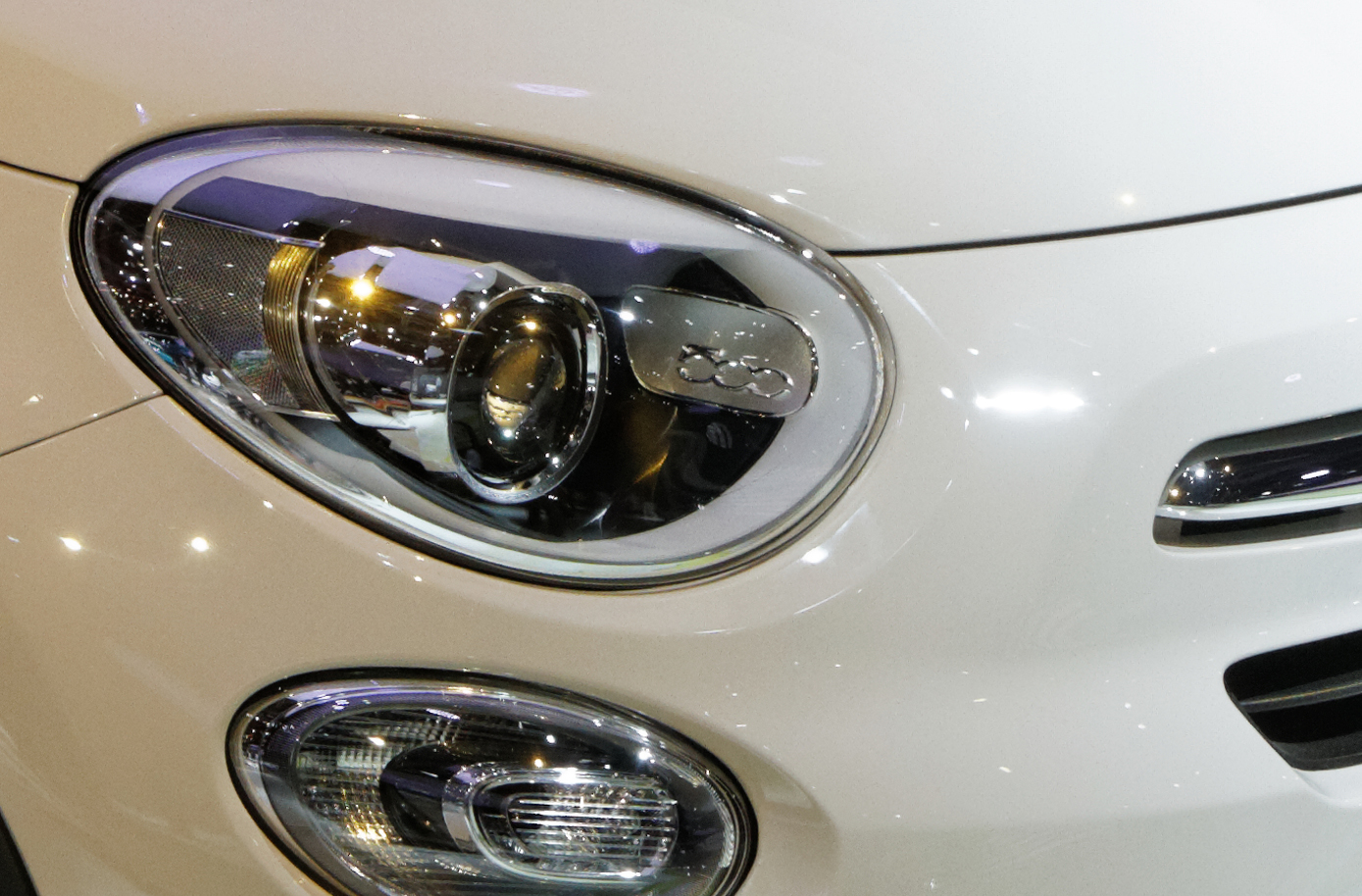
Dettaglio dei gruppi ottici anteriori della 500X

La 500X è caratterizzata da un corpo muscoloso con frontale alto e lunotto spiovente come la calandra anteriore: queste caratteristiche, insieme al longherone sotto-porta alto, danno alla vettura un mix estetico di dinamicità e robustezza. I particolari invece richiamano la 500 del 2007, ma i tratti personali di essa vengono accentuati e irrobustiti, o resi più sportivi. Quasi ogni tratto distintivo della 500 viene ingrandito, le superfici del corpo vettura vengono, invece, rese più dinamiche. I fari anteriori presentano una forma affusolata, quelli posteriori più grande e bombata. La vettura sin dal debutto viene commercializzata con due estetiche molto differenti: una versione cittadina caratterizzata da un corpo vettura pulito ed elegante e una versione "cross" ricca di elementi protettivi a contrasto, oltreché un'estetica generale più robusta e aggressiva, con alcuni richiami alla 500L Trekking. Gli interni riprendono quelli della piccola utilitaria e sono volti all'abitabilità (anche posteriore) e alla visibilità, con posto di guida alto.

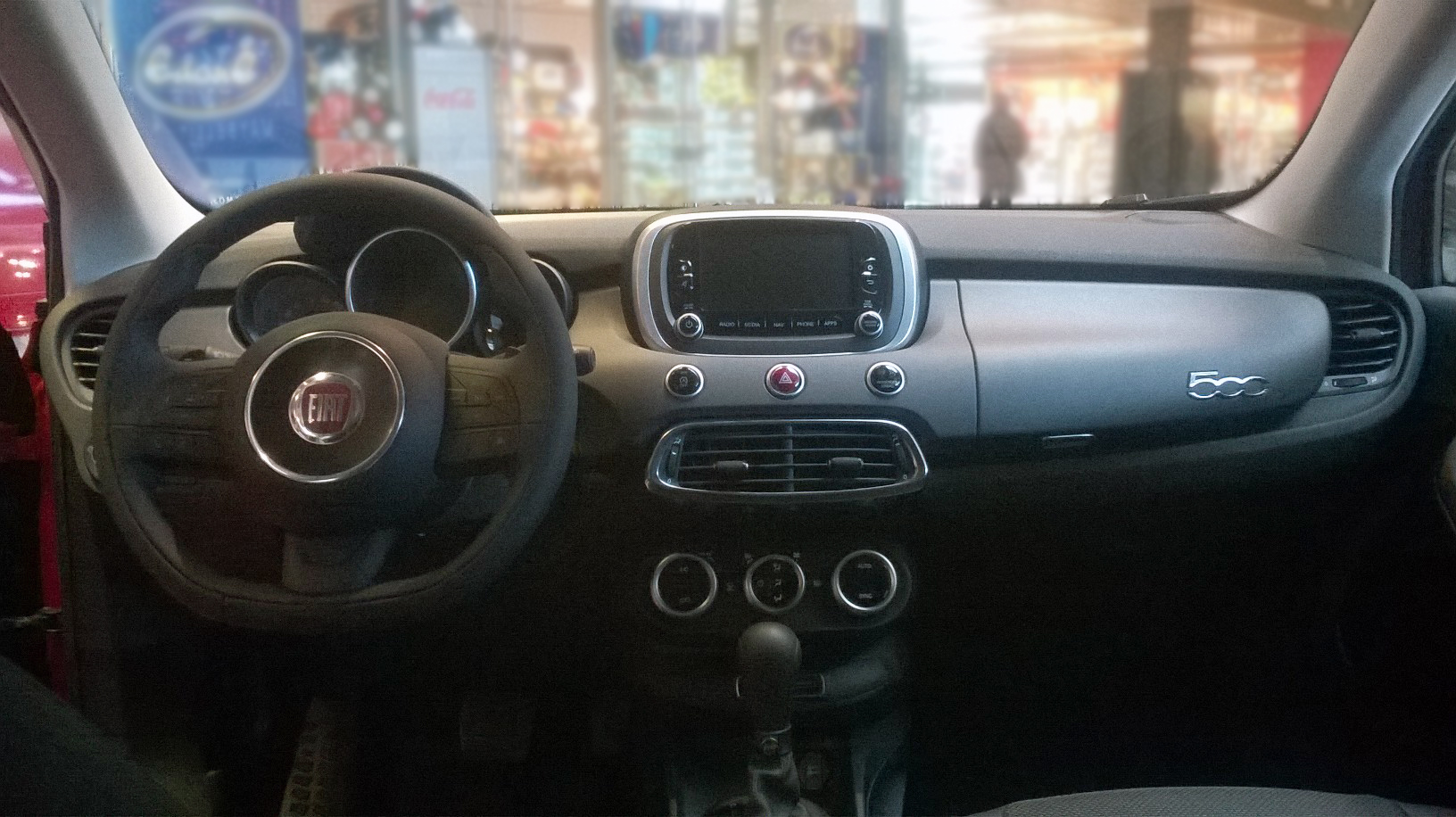
Interni della Fiat 500X.

### Meccanica
La 500X è l'ennesima evoluzione del pianale FGA Small nato nel 2005 proprio con la Grande Punto, e portato alla seconda generazione nel 2012 con la Fiat 500L. Il pianale è stato, quindi, nel 2014, ulteriormente aggiornato per la creazione dei modelli Renegade e 500X. Ora è concepito per la trazione integrale e l'intera piattaforma è caratterizzata da una maggiore altezza dal terreno.

### Motori e trasmissione

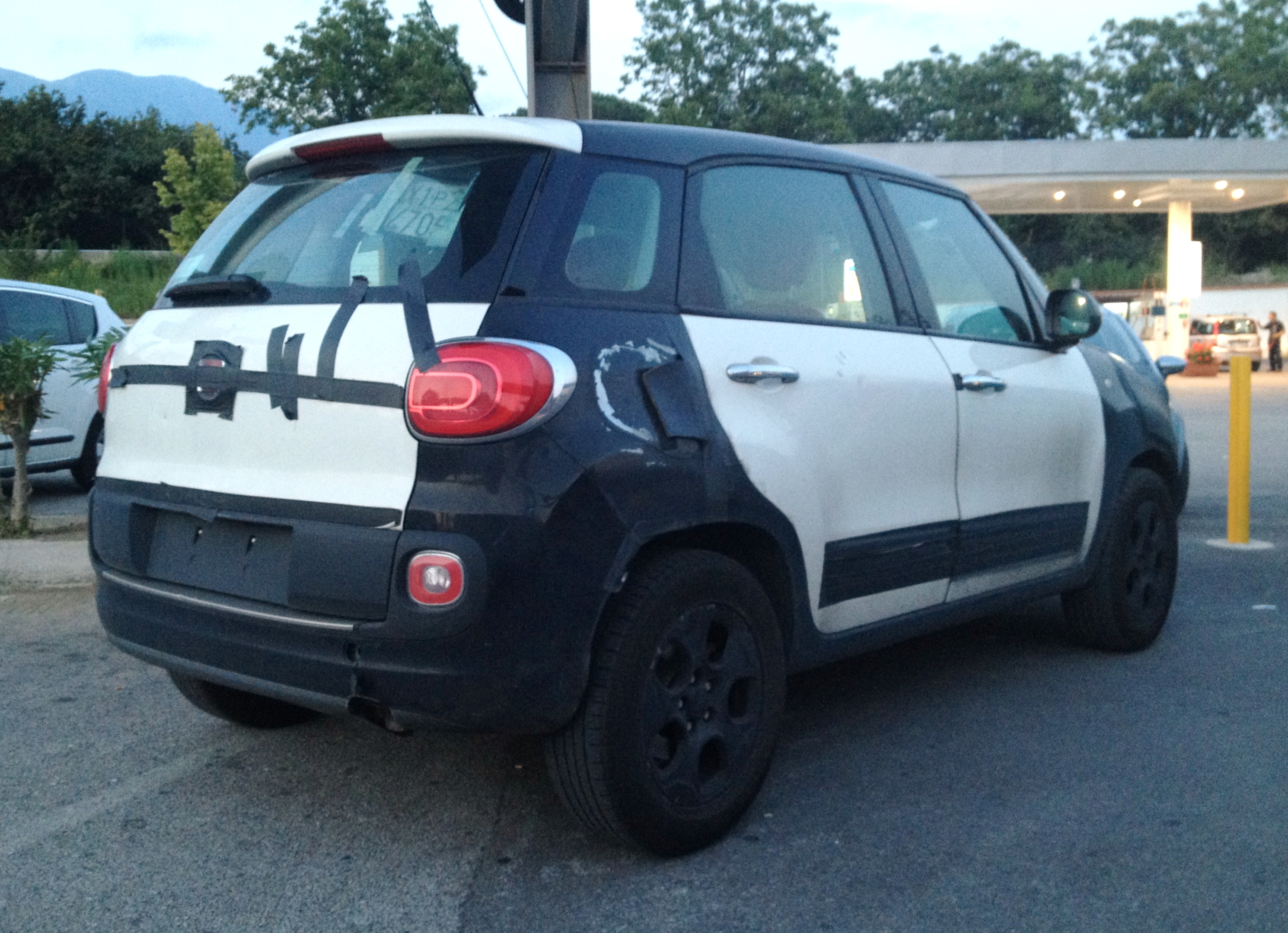
La piattaforma Small durante i test di sviluppo della Fiat 500X e Jeep Renegade, sotto le camuffature e la carrozzeria provvisoria della "sorella" 500L

Il modello debutta con 6 motori e 3 trasmissioni. La Fiat 500X in versione cittadina debutta con un quattro cilindri a benzina 1.4 Turbo MultiAir II da 140 CV e con un turbodiesel 1.6 MultiJet II da 120 CV, entrambi abbinati alla trazione anteriore e al cambio manuale a sei marce (o sei marce automatico a doppia frizione sulla 1.4 Turbo MultiAir). La gamma a gasolio si allarga sulla versione "Cross" con un 2.0 MultiJet II da 140 CV accoppiato alla trasmissione a quattro ruote motrici e al cambio automatico a nove marce, in alternativa a quello manuale. Dal 2016 è disponibile la versione da 170 CV del 1.4 Multiair a benzina, abbinata alla trazione integrale e alla trasmissione automatica a 9 rapporti. Dal secondo trimestre del 2017, 500X è ordinabile per la prima volta anche con doppia alimentazione benzina/GPL, col motore 1.4 turbo da 120 CV.
Il cambio a 9 rapporti automatico è un primato per la Fiat 500X, che sottolinea quanto la vettura sia concepita con attento riguardo al mercato nord americano e si ponga commercialmente anche in Europa su una fascia non generalista. La vettura adotta, sulla versione 4x4, il sistema di disconnessione dell'asse posteriore, al fine di migliorare l'efficienza e ridurre gli attriti. La vettura adotta anche un sistema di gestione di alcuni parametri: tale comando, denominato Drive Mood Selector, consente la modifica dei parametri di risposta di sterzo, motore, cambio e freni su tre differenti configurazioni: Auto, Sport e Traction. Quest'ultimo parametro rende il trasferimento della coppia motrice all'asse posteriore più pronto e tempestivo. Le versioni a trazione anteriore (sia cittadina che cross) hanno invece rispettivamente il comando All Weather (che tramite sistemi elettronici rende il veicolo più stabile in situazioni di difficoltà climatica) e il comando Traction Plus, che simula la presenza di un differenziale autobloccante.

### Sicurezza
La 500X monta di serie 6 airbag (anteriori, a tendina e laterali) e controllo elettronico della stabilità. Può disporre del dispositivo di mantenimento della corsia di marcia Lane Assist e il Blind Spot Assist, un sistema che serve a tenere sotto controllo l'angolo cieco nei cambi di corsia. La vettura è predisposta anche per una telecamera di retromarcia. Il dispositivo anti-collisione City Brake Control un'esclusiva Fiat (che la 500X condivide con Fiat 500L, Fiat Tipo e Fiat Panda) ha ricevuto il premio EuroNCAP "Advanced" per la sicurezza.. A richiesta, è disponibile anche il cruise control adattivo, che permette alla vettura di mantenere una determinata distanza di sicurezza dal veicolo che precede, gestendo in automatico freno e acceleratore. Sugli allestimenti “Lounge” e “Cross Plus” sono proposti di serie i proiettori anteriori “bi-xenon”, disponibili anche con controllo automatico degli abbaglianti.

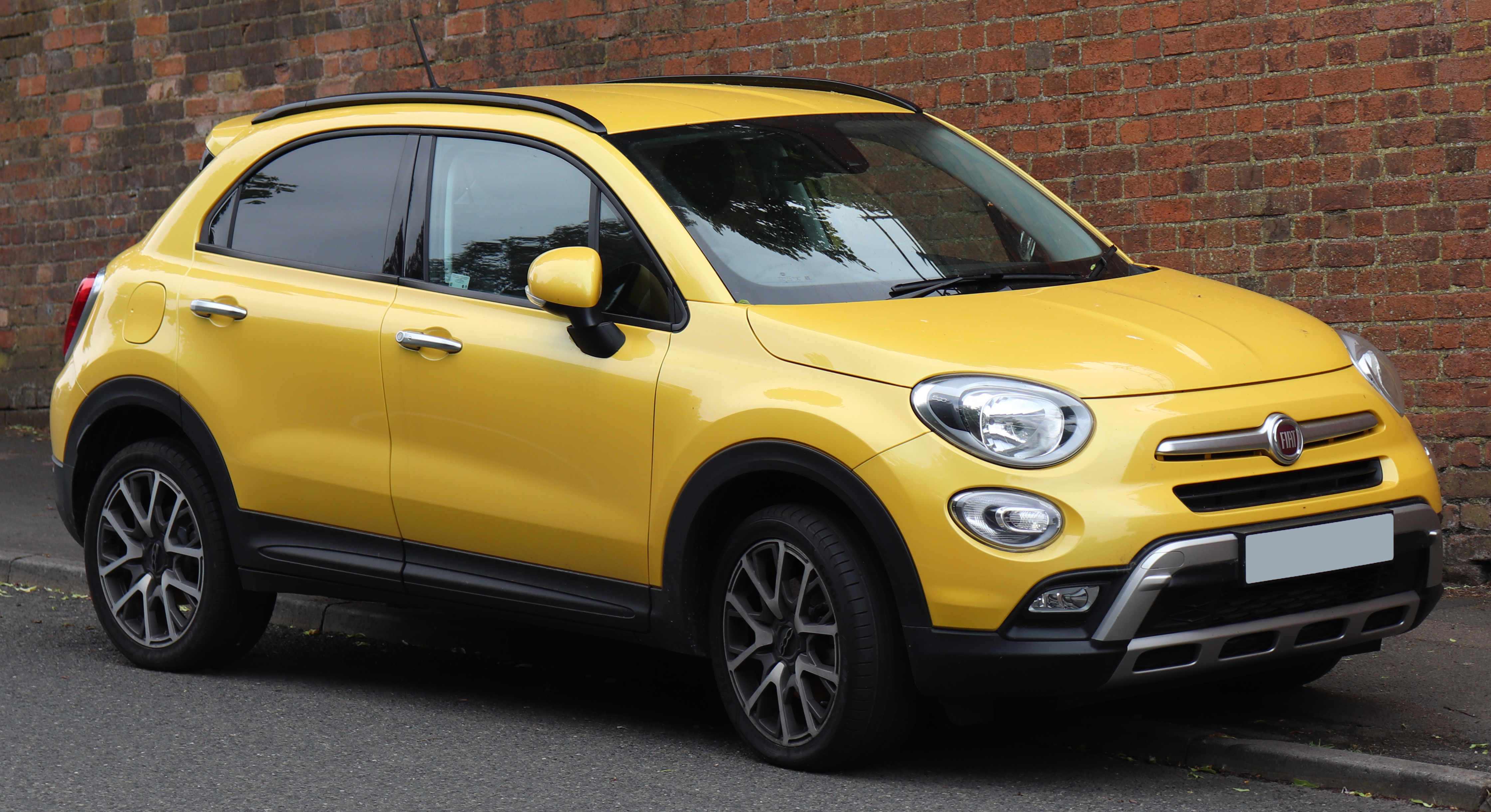
500X Cross

### Allestimenti

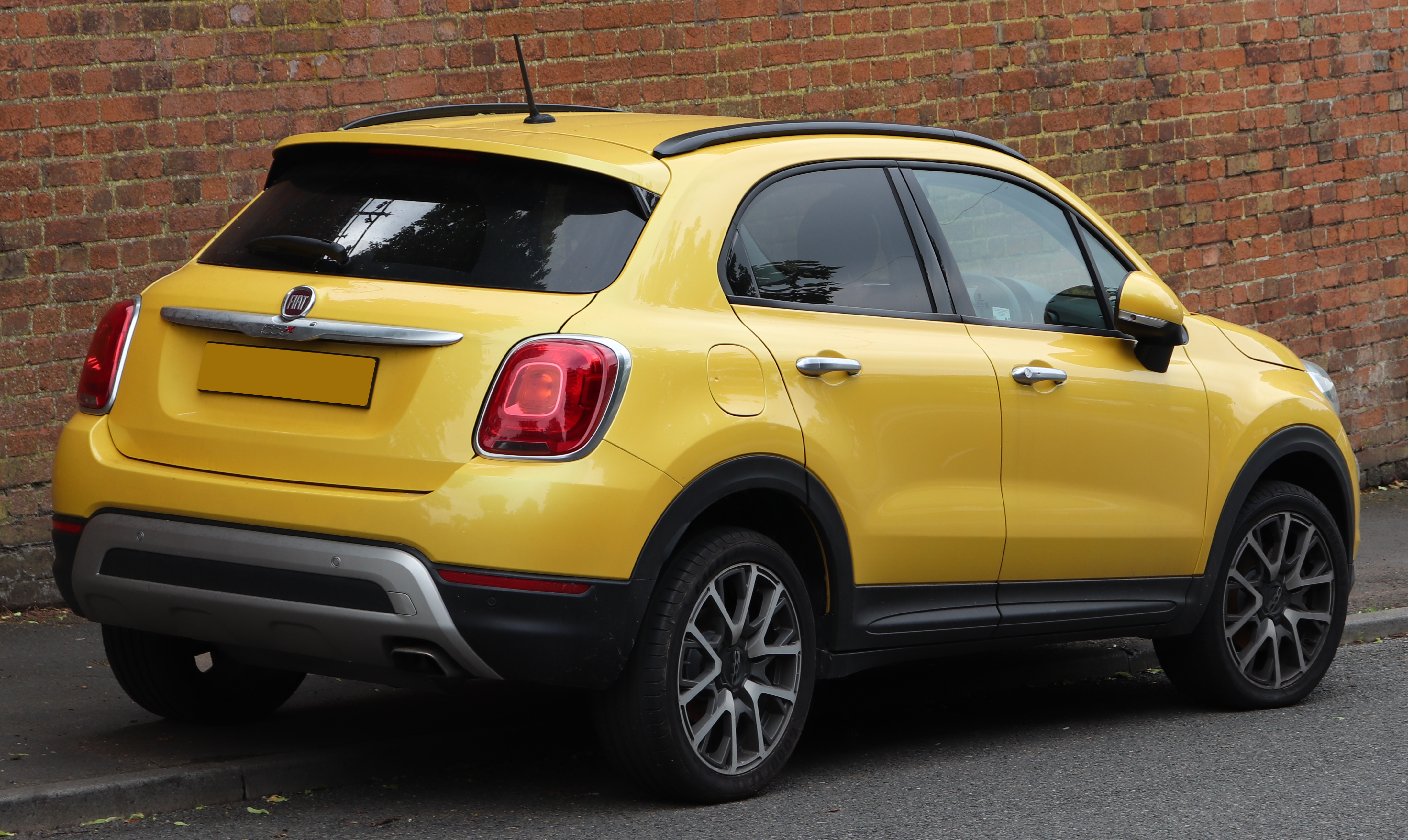
500X Cross

Le due versioni della 500X (la prima più stradale City Look con la sola trazione anteriore FWD - la seconda, più da fuoristrada, Off-Road Look con paraurti specifici, protezioni sotto-scocca e la possibilità di avere sia la trazione 4x2 che quella 4x4) si distinguono anche per gli allestimenti:
- City Look: con allestimenti, Pop, Pop Star, Lounge; sono dotate di motorizzazioni 1.6 eTORQ da 110 CV, 1.4 multiair da 140 CV e 1.6 multijet 2 da 120 CV.
- Off-Road Look: con allestimenti Cross e Cross Plus, hanno motori 1.4 multiair da 140 CV (4X2) e 170 CV (4x4), 1.6 multijet 2 da 120 CV e 2.0 multijet 2 da 140 CV (4x4) abbinabile sia al cambio manuale a 6 rapporti che al cambio automatico a 9 rapporti.

Nel corso del 2015 viene presentata al pubblico la versione 1.3 Multijet da 95 CV e cambio manuale a 5 rapporti Euro 6.
L'auto alla presentazione è stata proposta con due allestimenti di lancio chiamati opening edition che offrivano una completa dotazione di serie specifica.

## Evoluzione

### Restyling 2018

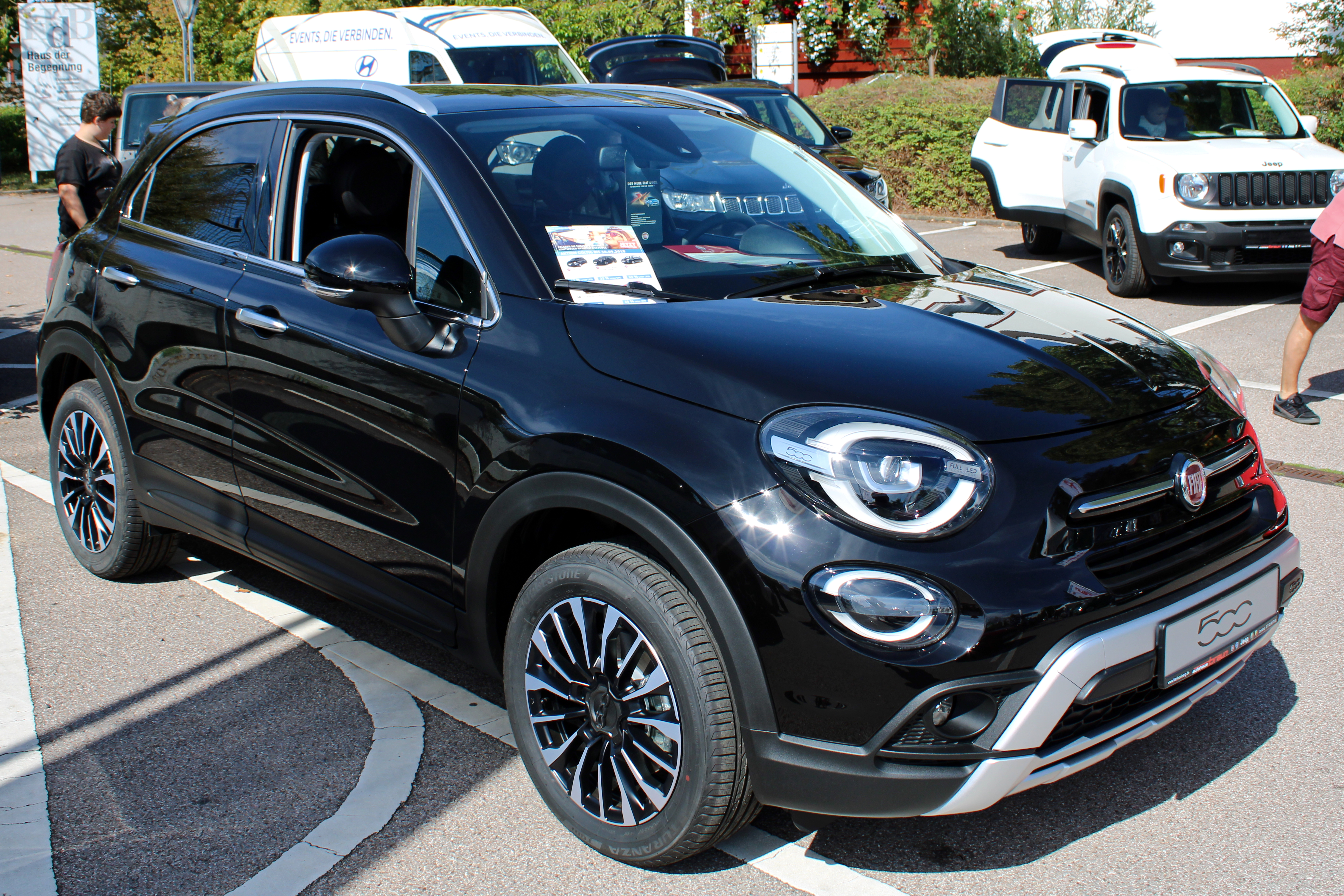
500X Cross Restyling

Alla fine di agosto del 2018 Fiat svela, dopo numerose foto spia sfuggite nei mesi precedenti, un aggiornamento per la 500X. La vettura, sempre articolata nelle due differenti versioni Urban Look e Cross Look, adotta adesso come optional per tutte le versioni dei nuovi gruppi ottici full-LED (che sostituiscono i vecchi bi-xenon), delle inedite luci diurne a LED la cui forma richiama il logo 500 e sono stati ridisegnati anche i paraurti: la versione Urban è dotata di paraurti senza fendinebbia e con la parte inferiore in nero opaco, mentre la versione Cross mantiene gli skid-plate in colore metallo e adotta degli inediti fari fendinebbia di forma rotonda. Inediti anche i gruppi ottici posteriori, simili nella forma a quelli della 500 post-restyling del 2015 e dotati di tecnologia LED, e anche i paraurti posteriori (differenti, come sempre, tra le versioni Urban e Cross) e alcuni disegni per i cerchi. Minori, invece, le modifiche degli interni, che vedono l'arrivo di un inedito volante dalle razze più compatte (già visto sulla 500L ristilizzata l'anno prima) e ulteriori modifiche di minore rilevanza per quanto riguarda tessuti e abitabilità interna.

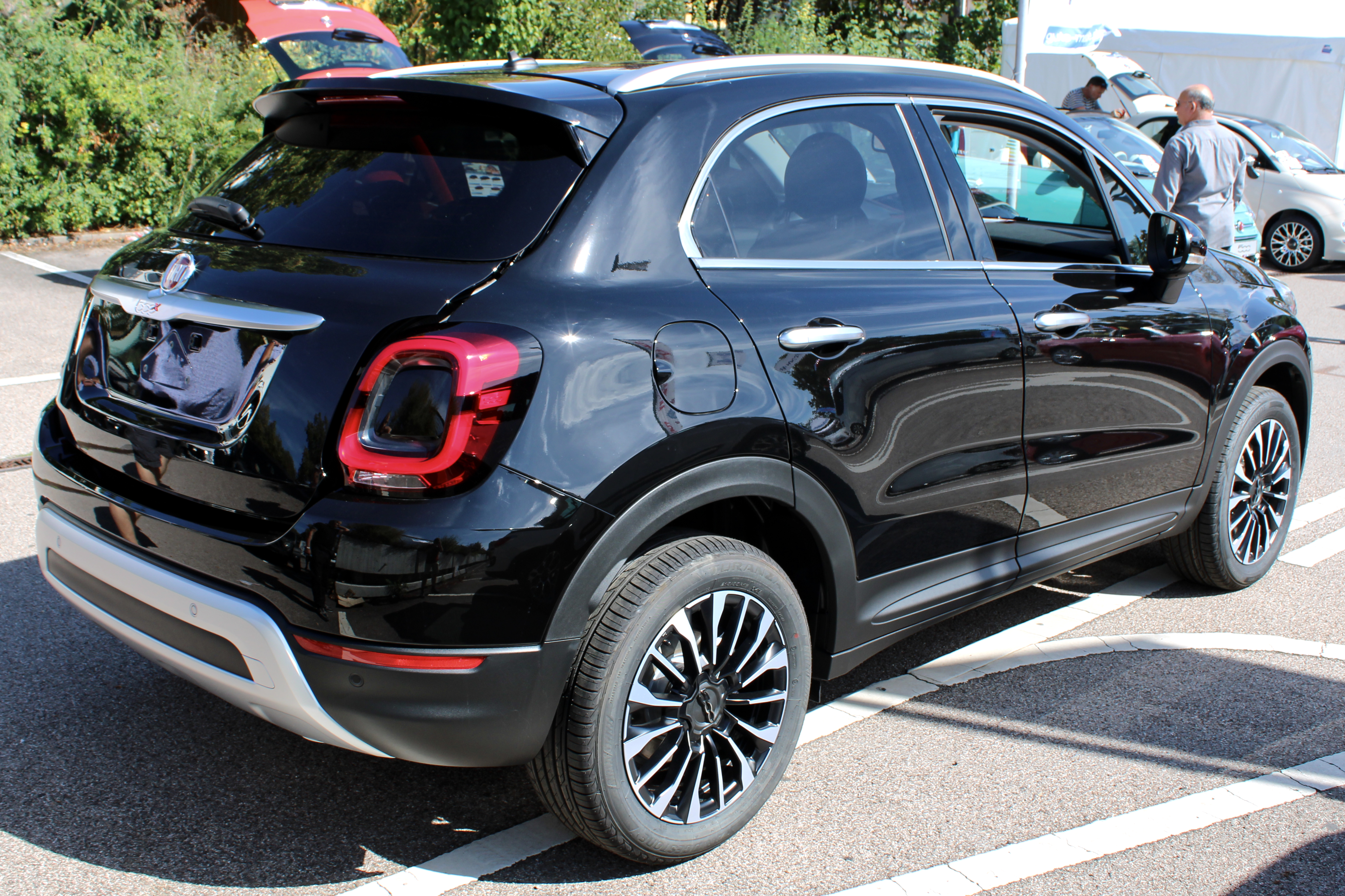

Numerose, inoltre, le modifiche per quanto riguarda la tecnologia e la sicurezza, così come per quanto riguarda i motori: debuttano, infatti, un inedito sistema di rilevazione dei cartelli stradali abbinato a un sistema che adegua la velocità della vettura, il sistema di mantenimento in carreggiata attivo e i sensori di parcheggio anteriori. Per quanto riguarda i motori, invece, è da registrare il debutto degli inediti motori turbobenzina FireFly 1.0 da 120 CV e 1.3 da 150 CV, abbinati rispettivamente a un cambio manuale da 6 marce e a un automatico doppia frizione a 6 marce. Questi motori sostituiscono sia il 1.4 T-Jet a GPL che i 1.4 MultiAir da 140 e 170 CV disponibili in passato e si affiancano al vecchio 1.6 e-Torq da 110 CV a benzina e ai motori a gasolio, tutti omologati Euro 6D e che vengono dotati di serbatoio per l'AdBlue. La gamma vede disponibili tutte le versioni a trazione anteriore, tranne la 2.0 Multijet AT9 da 150 CV che adotta la trazione integrale, ma non è disponibile al debutto.
Sul mercato italiano gli allestimenti della nuova 500X: Urban, il livello di base; Lounge; City Cross, il livello intermedio e più economico della gamma Cross Look; Cross, il modello più costoso dell'intera gamma. Infine, c'è un ultimo allestimento, che prende il nome di Business, dedicato al mercato delle flotte.

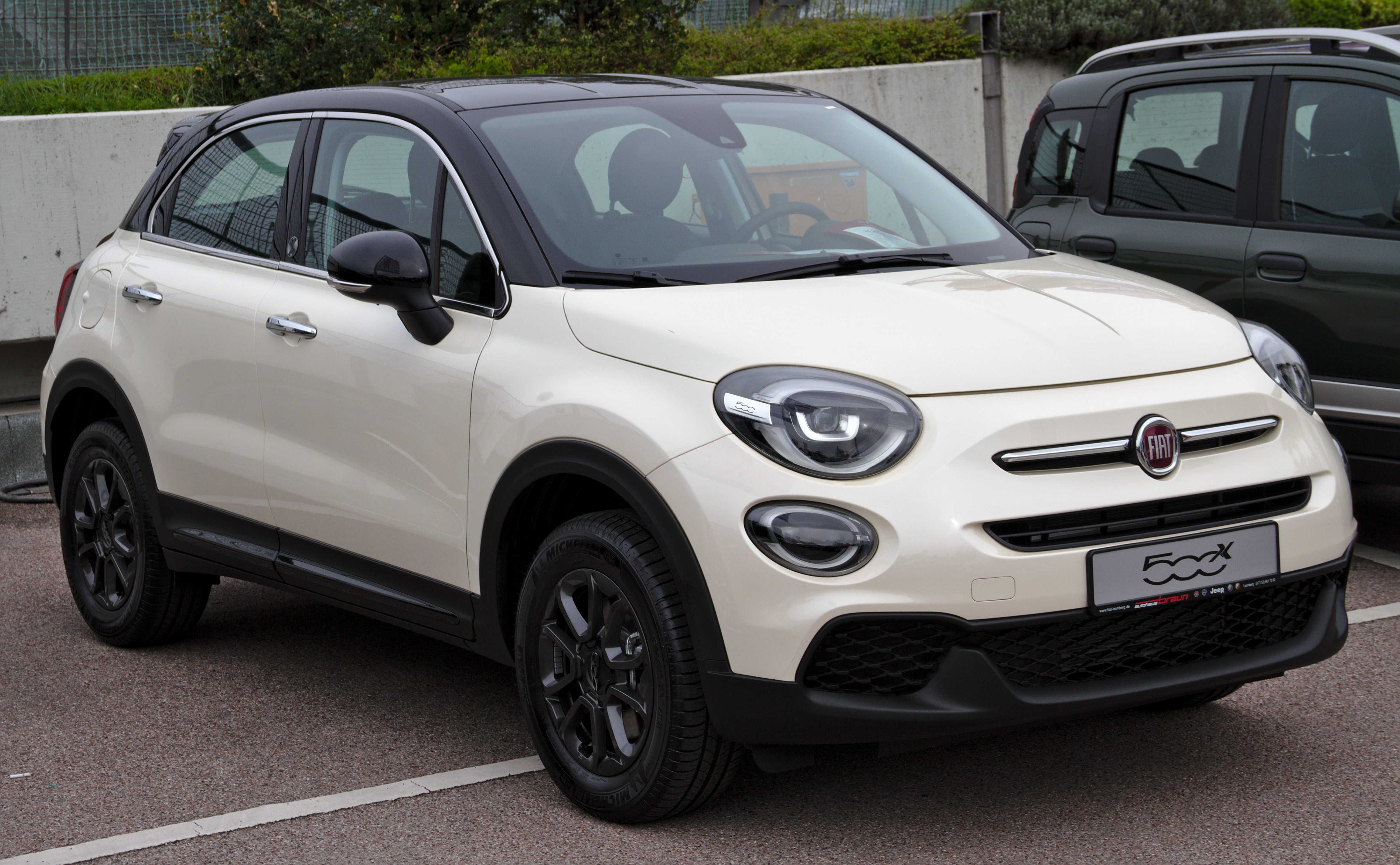
500X

#### Edizione 120º
Nel 2019, in occasione del centoventesimo anniversario della fondazione della FIAT, viene creato un allestimento speciale comune all'intera gamma 500, caratterizzato da una dotazione multimediale di livello superiore, oltre che fari full LED e cerchi in lega specifici di serie. Questa versione è riconoscibile dalla presenza di un badge specifico sulla carrozzeria, oltre che per la possibilità di avere la vettura anche in tinte peculiari (anche bicolore) disponibili solo per quest'allestimento. Disponibile con tutte le motorizzazioni del modello del 2019 a eccezione del 1.3 FireFly.

### Restyling 2022

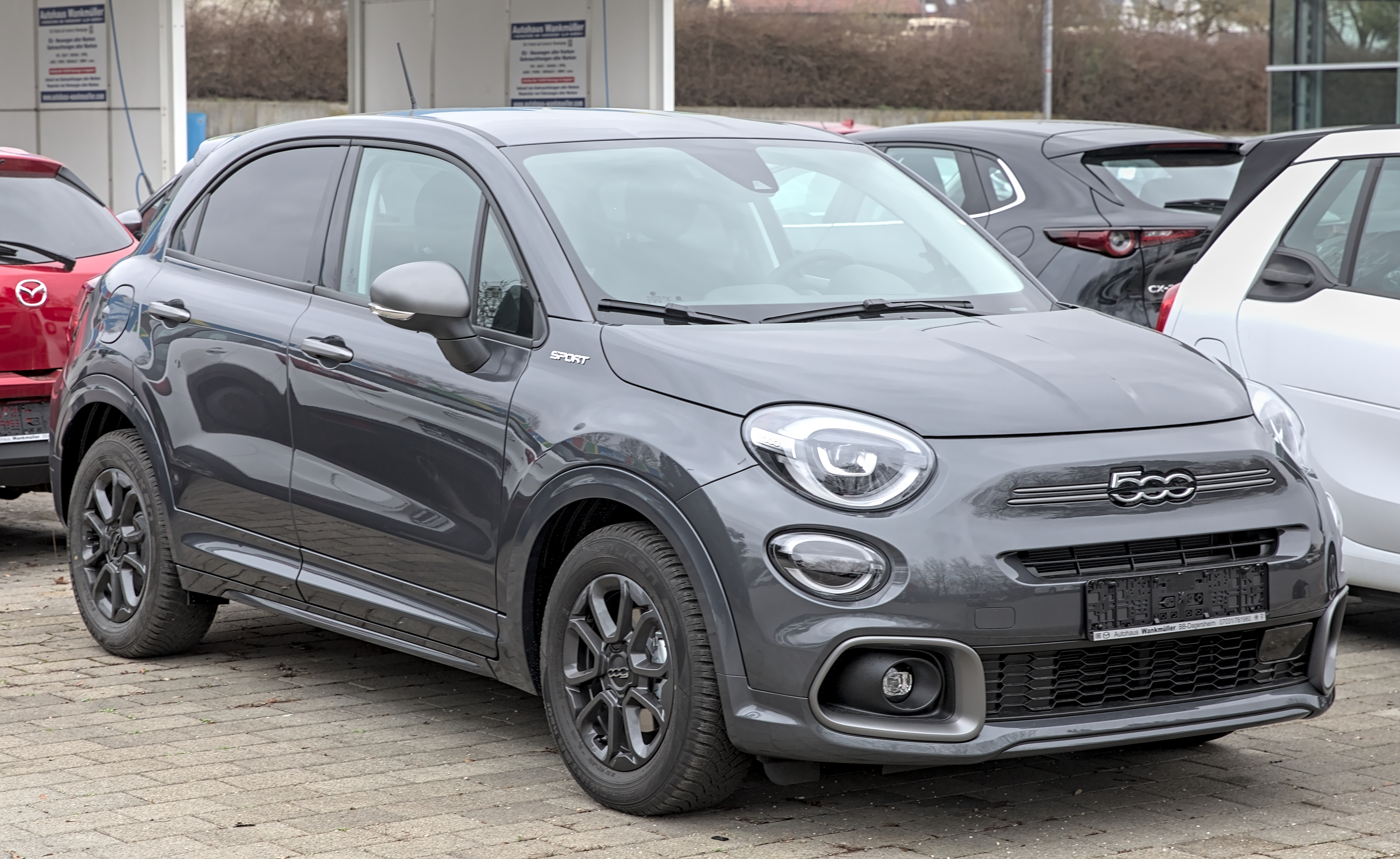
500X Sport

La vettura riceve un secondo e più leggero restyling nel gennaio 2022, caratterizzato in particolare dall'adozione del logo "500" sul frontale e della scritta Fiat sul retro in lettering, entrambi ripresi dalla 500 elettrica in luogo del precedente stemma circolare a sfondo rosso. A cambiare, inoltre, sono anche i paraurti anteriore e posteriore, con un nuovo fascione e prese d'aria.
Contestualmente al restyling, dal febbraio 2022, anche sulla 500X viene introdotto il motore della famiglia FireFly 1.5 T4 (a quattro cilindri) - GSE (Global Small Engine), Turbo benzina da 130 CV e coppia massima di 240 Nm, abbinato a un'unità elettrica onde formare un inedito sistema «mini-full hybrid».Il nuovo e-motor del 1.5 litri T4 è costituito da un motore elettrico a 48 Volt con una potenza di 15 kW integrato nel cambio automatico DCT a doppia frizione e 7 rapporti, che consente un avvio più silenzioso in elettrico e l'utilizzo dell'auto in modalità totalmente elettrica (e-launch) nelle manovre di parcheggio o in piccoli spostamenti a passo d'uomo (e-queueing), come quando si è in coda nel traffico cittadino.
Il motore a benzina, grazie a quello elettrico, può restare inattivo fino al 47% del tempo.

## Motorizzazioni[25]
| Modello          | Disponibilità       | Motore                  | Cilindrata (cm³) | Potenza                                                                   | Coppia max (Nm) | Emissioni CO2 (g/km) | 0–100 km/h (secondi) | Velocità max (km/h) | Consumo medio (km/l) |
| 1.0 FireFly      | dal 2018 al 2023    | Benzina                 | 999              | 88 kW (120 CV)                                                            | 190             | 133                  | 10,9                 | 188                 | 17,2                 |
| 1.3 FireFly      | dal 2018 al 2023    | Benzina                 | 1332             | 110 kW (150 CV)                                                           | 270             | 140                  | 9,1                  | 200                 | 16,4                 |
| 1.4 T-jet        | dal 2017 al 2018    | GPL                     | 1368             | 88 kW (120 CV)                                                            | 230             | 145                  | 10,5                 | 186                 | 11,2                 |
| 1.4 MultiAir     | dal debutto al 2018 | Benzina                 | 1368             | 103 kW (140 CV)                                                           | 230             | 139                  | 9,8                  | 190                 | 15,8                 |
| 1.4 MultiAir     | dal debutto al 2018 | Benzina                 | 1368             | 125 kW (170 CV)                                                           | 250             | 157                  | 8,6                  | 200                 | 14,9                 |
| 1.6 E-Torq       | dal debutto al 2018 | Benzina                 | 1598             | 81 kW (110 CV)                                                            | 152             | 147                  | 11,5                 | 180                 | 15                   |
| 1.3 Multijet     | dal 2016 al 2023    | Diesel                  | 1248             | 70 kW (95 CV)                                                             | 200             | 107                  | 12,9                 | 172                 | 23,8                 |
| 1.6 Multijet     | dal 2014 al 2022    | Diesel                  | 1598             | 88 kW (120 CV)                                                            | 320             | 109                  | 10,5                 | 186                 | 23,8                 |
| 2.0 Multijet 4x4 | dal 2014 al 2022    | Diesel                  | 1956             | 103 kW (140 CV)                                                           | 350             | 144                  | 9,8                  | 190                 | 16,7                 |
| 1.5 FireFly      | dal 2022 al 2024    | Benzina/elettrico Turbo | 1469             | 95,6 kW (130 CV) + 20 CV elettrico nel cambio automatico a 7 rapporti DCT | 240             | 122                  | 9,4                  | 194                 | 18,5                 |